# Michael Gwynn
Pour les articles homonymes, voir Gwynn.
Ne pas confondre avec l'acteur américain Michael C. Gwynne (né en 1942).
Michael (Denys) Gwynn, né le 30 novembre 1916 à Bath (Somerset) et mort le 29 janvier 1976 à Londres, est un acteur anglais.

## Biographie
Michael Gwynn débute comme acteur au théâtre et interprète notamment William Shakespeare à Stratford-upon-Avon entre 1939 et 1950 (ex. : Macbeth en 1949, avec Godfrey Tearle et Diana Wynyard). À Londres, il joue entre autres dans Vu du pont d'Arthur Miller (1956, avec Anthony Quayle et Mary Ure), La Dame de la mer d'Henrik Ibsen (1961, avec Vanessa Redgrave et John Neville), ou encore Caligula d'Albert Camus (1964, avec Kenneth Haigh dans le rôle-titre et Victor Maddern).
À noter que sa carrière sur les planches est interrompue par la Seconde Guerre mondiale, durant laquelle il sert en Afrique de l'Est au sein du King's African Rifles.
Au cinéma, il contribue à vingt-et-un films (majoritairement britanniques ou en coproduction), le premier sorti en 1954. Mentionnons Dunkerque de Leslie Norman (1958, avec John Horsley et John Mills), La Revanche de Frankenstein de Terence Fisher (1958 également, avec Peter Cushing et Francis Matthews), Le Village des damnés de Wolf Rilla (1960, avec George Sanders et Barbara Shelley), Cléopâtre de Joseph L. Mankiewicz (film américain, 1963, avec Elizabeth Taylor et Richard Burton) et Les Cicatrices de Dracula de Roy Ward Baker (1970, avec Christopher Lee dans le rôle-titre).
Son dernier film est Spy Story (en) de Lindsay Shonteff, sorti en 1976, année de sa mort prématurée à 59 ans, d'une crise cardiaque.
À la télévision britannique, Michael Gwynn apparaît dans cinquante-six séries de 1952 à 1975, dont Le Saint (un épisode, 1965), Chapeau melon et bottes de cuir (un épisode, 1969), Jason King (deux épisodes, 1971) et L'Hôtel en folie (un épisode, 1975).
S'ajoutent dix téléfilms entre 1953 et 1970, dont L'Affaire du cheval sans tête de Don Chaffey (1963, avec Jean-Pierre Aumont et Herbert Lom).

## Théâtre (sélection)

### Stratford-upon-Avon
(pièces de William Shakespeare)
- 1939 : Othello ou le Maure de Venise (Othello, the Moore of Venice)
- 1948 : La Mégère apprivoisée (The Taming of the Shrew) ; Le Roi Jean (The Life and Death of King John) ; Le Conte d'hiver (The WInter's Tale), mise en scène d'Anthony Quayle
- 1949 : Macbeth, mise en scène d'Anthony Quayle ; Le Songe d'une nuit d'été (A Midsummer Night's Dream) ; Othello ou le Maure de Venise (Othello, the Moor of Venice), mise en scène de Godfrey Tearle
- 1950 : Mesure pour mesure (Measure for Measure), mise en scène de Peter Brook

### Londres
- 1947 : Happy as Larry de Donagh MacDonagh, mise en scène de Denis Carey
- 1952 : Montserrat d'Emmanuel Roblès, adaptation de Lillian Hellman
- 1954 : I Am a Camera de (et mise en scène par) John Van Druten, adaptation de Christopher Isherwood
- 1955-1956 : Il paese delle vacanze (Summertime) d'Ugo Betti, adaptation d'Henry Reed, mise en scène de Peter Hall
- 1956 : Vu du pont (A View from the Bridge) d'Arthur Miller, mise en scène de Peter Brook ; Cards of Identity de Nigel Dennis, mise en scène de Tony Richardson ; Les Sorcières de Salem (The Crucible) d'Arthur Miller, mise en scène de George Devine et Tony Richardson
- 1958 : A Touch of the Sun de N. C. Hunter
- 1961 : La Dame de la mer (The Lady from the Sea) d'Henrik Ibsen
- 1962 : A Penny for a Song de John Whiting
- 1964 : Caligula d'Albert Camus, adaptation de Justin O'Brien
- 1966 : Sœur Anne ou la Jument du roi (The King's Mare) de Jean Canolle, adaptation d'Anita Loos
- 1967 : According to the Evidence de Felicity Douglas et Henry Cecil ; Les Trois Sœurs (The Three Sisters) d'Anton Tchekhov, adaptation d'Edward Bond

## Filmographie partielle

### Cinéma
- 1957 : Faux Policiers (The Secret Place) de Clive Donner : Steve Waring
- 1958 : Dunkerque (Dunkirk) de Leslie Norman : le commandant à Sheerness
- 1958 : La Revanche de Frankenstein (The Revenge of Frankenstein) de Terence Fisher : Karl
- 1958 : Le Dilemme du docteur (The Doctor's Dilemma) d'Anthony Asquith : Dr Blenkinsop
- 1960 : Le Village des damnés (Village of the Damned) de Wolf Rilla : le major Alan Bernard
- 1960 : Méfiez-vous des inconnus (Never Take Sweets from a Stranger) de Cyril Frankel : Le procureur
- 1961 : Barabbas (Barabba) de Richard Fleischer : Lazare
- 1961 : Question 7 de Stuart Rosenberg
- 1963 : Cléopâtre (Cleopatra) de Joseph L. Mankiewicz : Cimber
- 1963 : Jason et les Argonautes (Jason and the Argonauts) de Don Chaffey : Hermès
- 1964 : La Chute de l'Empire romain (The Fall of the Roman Empire) d'Anthony Mann : Cornelius
- 1965 : Sauve qui peut (Catch Us If You Can) de John Boorman : Hardingford
- 1970 : Les Cicatrices de Dracula (Scars of Dracula) de Roy Ward Baker : le prêtre

### Télévision

#### Séries
- 1963 : Espionage, saison unique, épisode 3 The Incurable One de Stuart Rosenberg : George Case
- 1965 : Destination Danger (Danger Man), saison 2, épisode 16 L'Enlèvement (A Room in the Basement) de Don Chaffey : le colonel, attaché militaire
- 1965 : Le Saint (The Saint), saison 3, épisode 20 L'Auberge du mystère (The Frightened Inn-Keeper) de Roy Ward Baker : Martin Jeffroll
- 1966 : Alias le Baron (The Baron), saison unique, épisode 3 Les Rapaces (Something for a Rainy Day) de Cyril Frankel : Mark Seldon
- 1969 : Chapeau melon et bottes de cuir (première série, The Avengers), saison 6, épisode 30 Noël en février (Take-Over) de Robert Fuest : Bill
- 1969 : Mon ami le fantôme (Randall & Hopkirk (deceased)), saison unique, épisode 15 L'Homme de nulle part (The Man from Nowhere) : Hyde Watson
- 1970 : Département S (Department S), saison 2, épisode 6 Un ticket pour le néant (A Ticket to Nowhere) de Cyril Frankel : Drieker
- 1970-1974 : Z-Cars
  - Saison 6, épisodes 309 et 310 Eleanor Rigby Slept Here, Parts I & II (1970) : Powell
  - Saison 9, épisode 19 Allegiance (1974) : Ken George
- 1971 : Jason King, saison unique, épisodes 9 et 10 Tout ce qui brille, 1re et 2e parties (All That Glisters, Parts I & II) de Cyril Frankel : Vaturin
- 1972 : Colditz, saison 1, épisode 5 Sécurité maximale (Maximum Security) : Standardtenführer Hessler
- 1972 : L'Aventurier (The Adventurer), saison unique, épisode 19 au fond de la mer (Full Fathom Five) de Val Guest : Sir Richard
- 1974 : Angoisse (Thriller), saison 3, épisode 1 Un tombeau pour la mariée (A Coffin for the Bride) : Oliver Mason
- 1975 : L'Hôtel en folie (Fawlty Towers), saison 1, épisode 1 Un peu de classe (A Touch of Class) de John Howard Davies : Lord Melbury

#### Téléfilms
- 1955 : The Magic Fishbone de Philip Saville : King Watkins I
- 1963 : L'Affaire du cheval sans tête (The Horse Without a Head) de Don Chaffey : le gendarme
- 1963 : The Birth of a Private Man de Don Taylor : Peter Driffield